# جراخا دي كامبالبو
بلدية جراخا دي كامبالبو (بالإسبانية: Graja de Campalbo)‏، هي إحدى بلديات مقاطعة قونكة إحدى مقاطعات إسبانيا، و التي تقع في منطقة قشتالة لا منتشا وسط البلاد, و المائلة لجهة الشرق من إسبانيا.
يبلغ عدد سكانها 120 نسمة وفقاً لإحصائية سنة (2007).